# Wierzba krucha

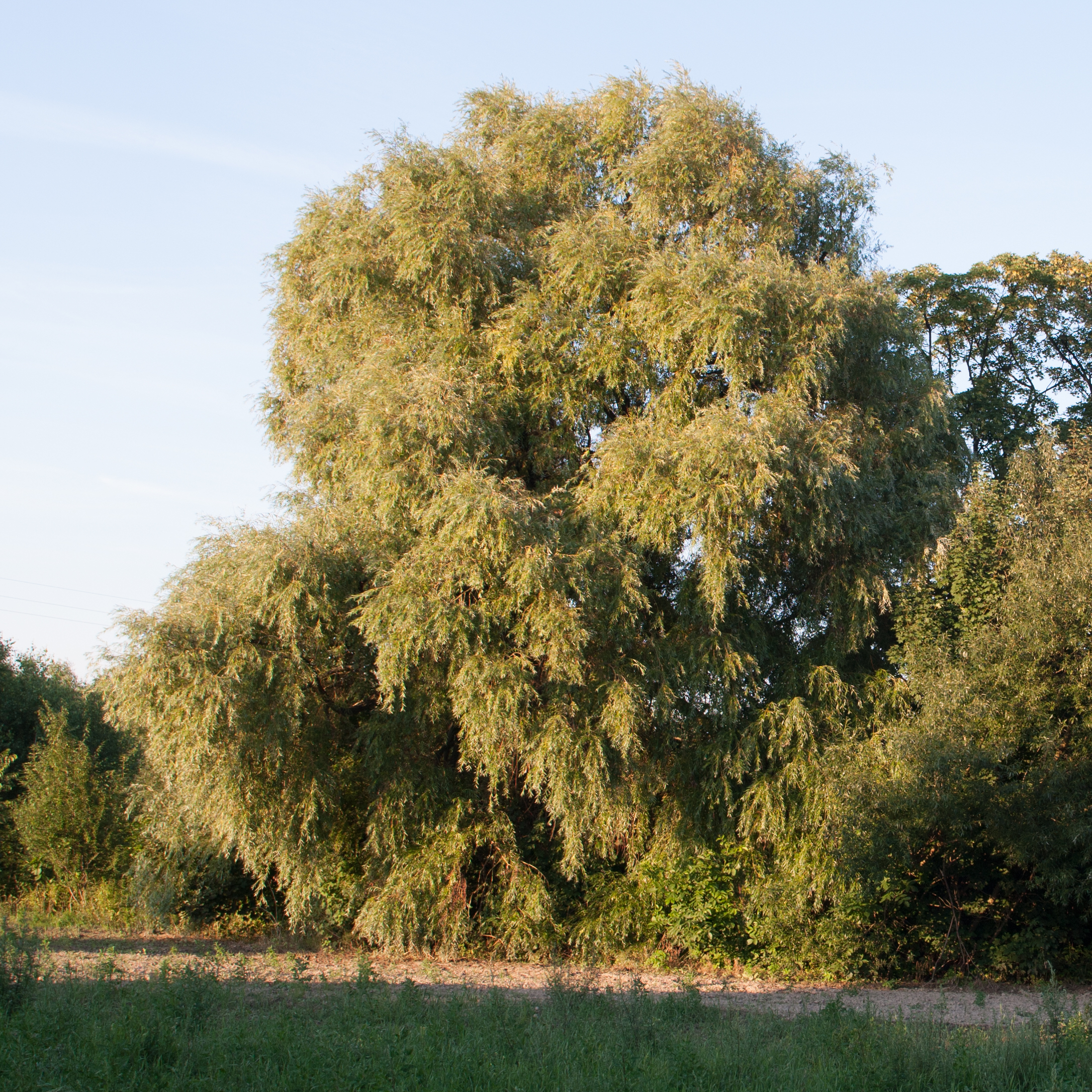
Pokrój

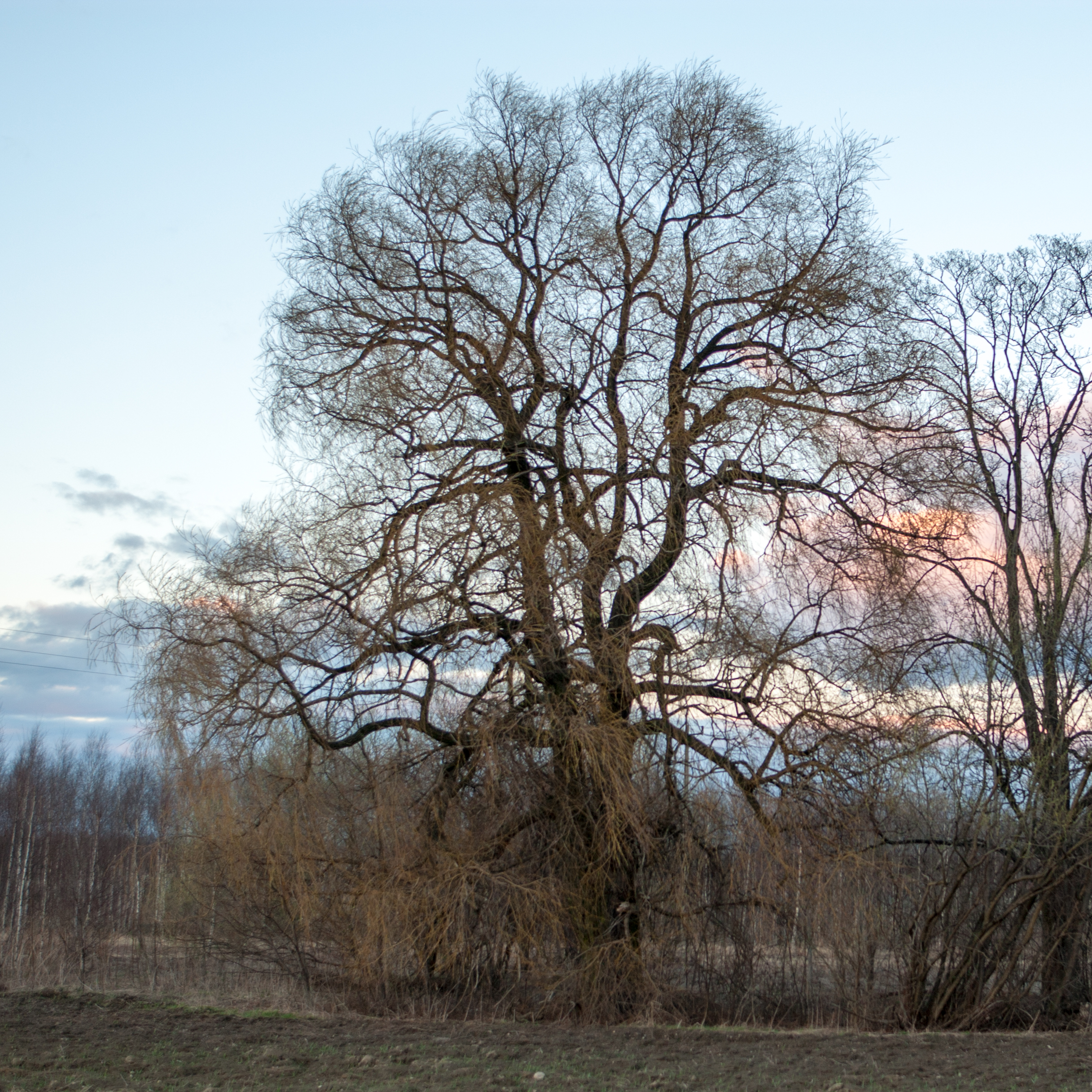
Pokrój wczesną wiosną

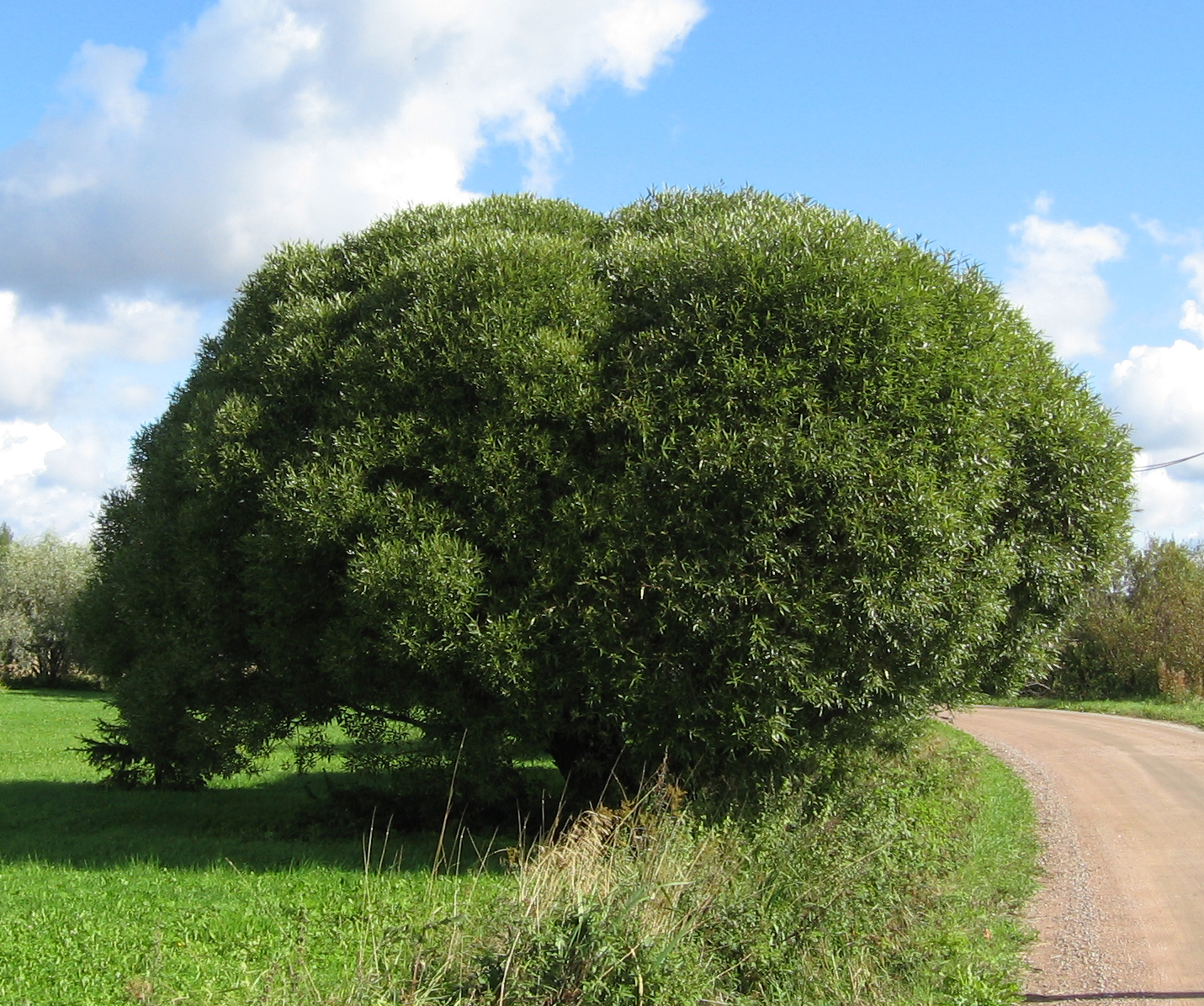
Odmiana `Bullata`

Wierzba krucha (Salix × fragilis) – gatunek drzewa należący do rodziny wierzbowatych. Występuje w Europie i Azji. W Polsce jest jednym z bardziej pospolitych drzew. Jest mieszańcem powstałym ze skrzyżowania wierzby białej (S. alba L.) i S. euxina I.V.Belyaeva.

## Systematyka
Większość drzew znanych dotąd jako wierzba krucha (Salix fragilis L.) to mieszańce wierzby białej (S. alba L.) i S. euxina I.V.Belyaeva. Pozostałe identyfikowane są jako S. euxina – opisany w 2009 roku gatunek wierzby, znanej wcześniej jako S. fragilis auct., non L. Naturalnym obszarem jej występowania jest wąski rejon w pobliżu Morza Czarnego – północna część Azji Mniejszej i Wyżyna Armeńska. Została ona również znaturalizowana w Europie, ale stanowi tutaj tylko mniej więcej jedną dziesiątą drzew znanych dotąd jako Salix fragilis.

## Morfologia
PokrójDrzewo osiągające wysokość do 20 m. Korona szerokorozłożysta. Często w pniu starszych drzew występują spróchniałe dziuple. Dość często spotkać można drzewa ogławiane.
PieńPosiada krótki pień. Konary bardzo grube, kora ciemnobrązowa, popękana. Drewno bardzo miękkie i łatwo próchniejące. Gałęzie kruche, łatwo odłamują się u nasady. Roczne gałązki są kanciaste, mają żółty lub czerwonawy kolor i są lekko połyskujące.
PędyMają żółtobrązową barwę i są błyszczące.
LiścieLancetowate o długości do 15 cm i szerokości 2–3 cm, ostro zakończone. Są błyszczące. Od spodu mają błękitno-zieloną barwę. Są podobne do liści wierzby purpurowej. Przylistki odpadają bardzo wcześnie, tak, że zwykle nie obserwuje się ich na drzewie. Brzegi liścia z gruczołami są zatokowo piłkowane. Ogonek liściowy ma 2–4 gruczoły.
KwiatyJest rośliną dwupienną. Kwiatostany męskie i żeńskie, zwane kotkami, osadzone są na krótkich (1 cm) szypułkach. Męskie kwiatostany o długości ok. 6 cm, mają nitki pręcików silnie owłosione. Kwiatostany żeńskie, zwisające łącznie z młodymi, orzęsionymi listkami, są o 1 cm dłuższe. Kwitnie w maju, równocześnie z rozwojem liści. Kwiaty z miodnikami (męskie mają 2 miodniki, żeńskie 1).
OwocTorebka zawierająca bardzo drobne nasiona z licznymi włoskami.

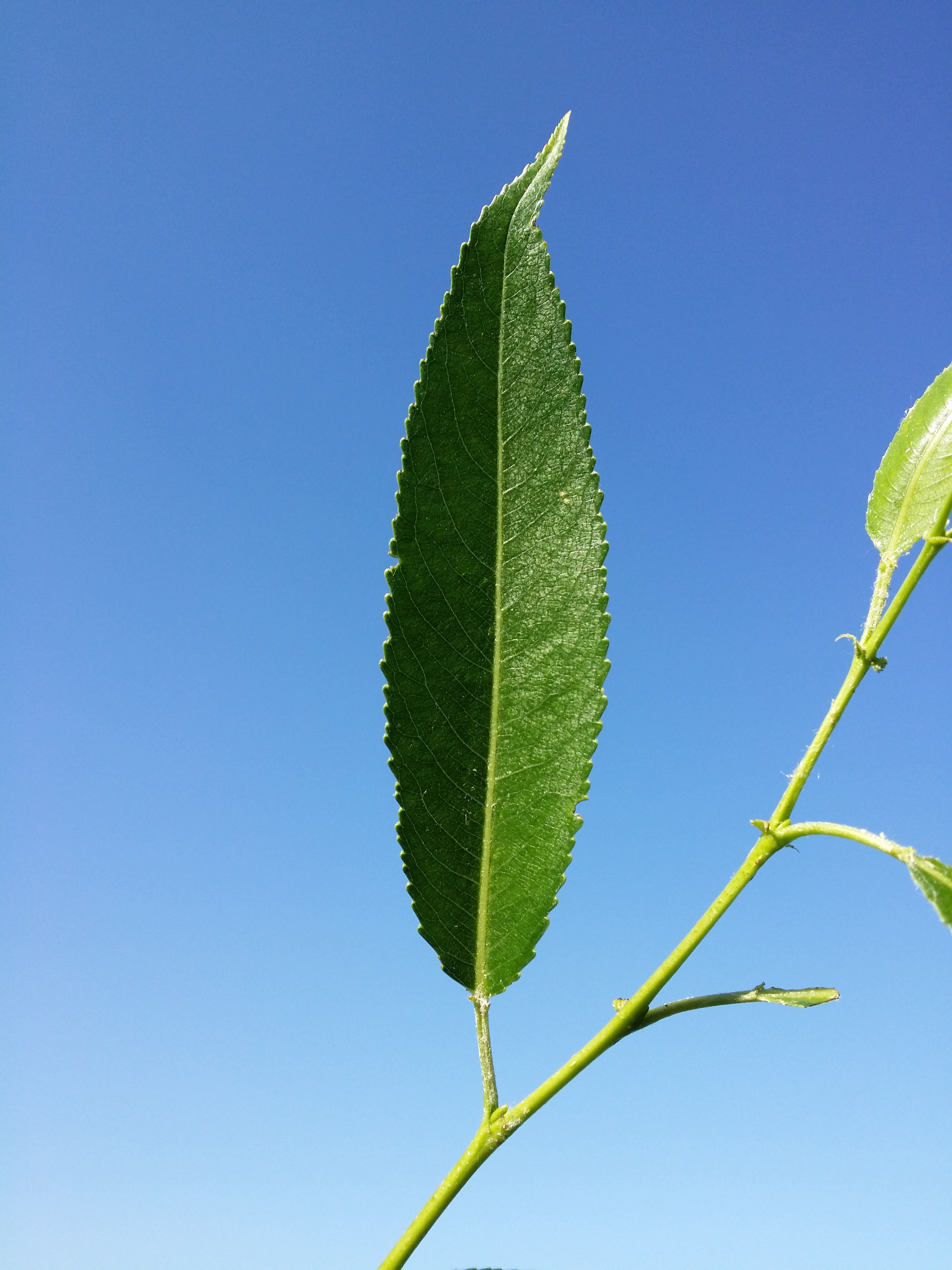
Liść
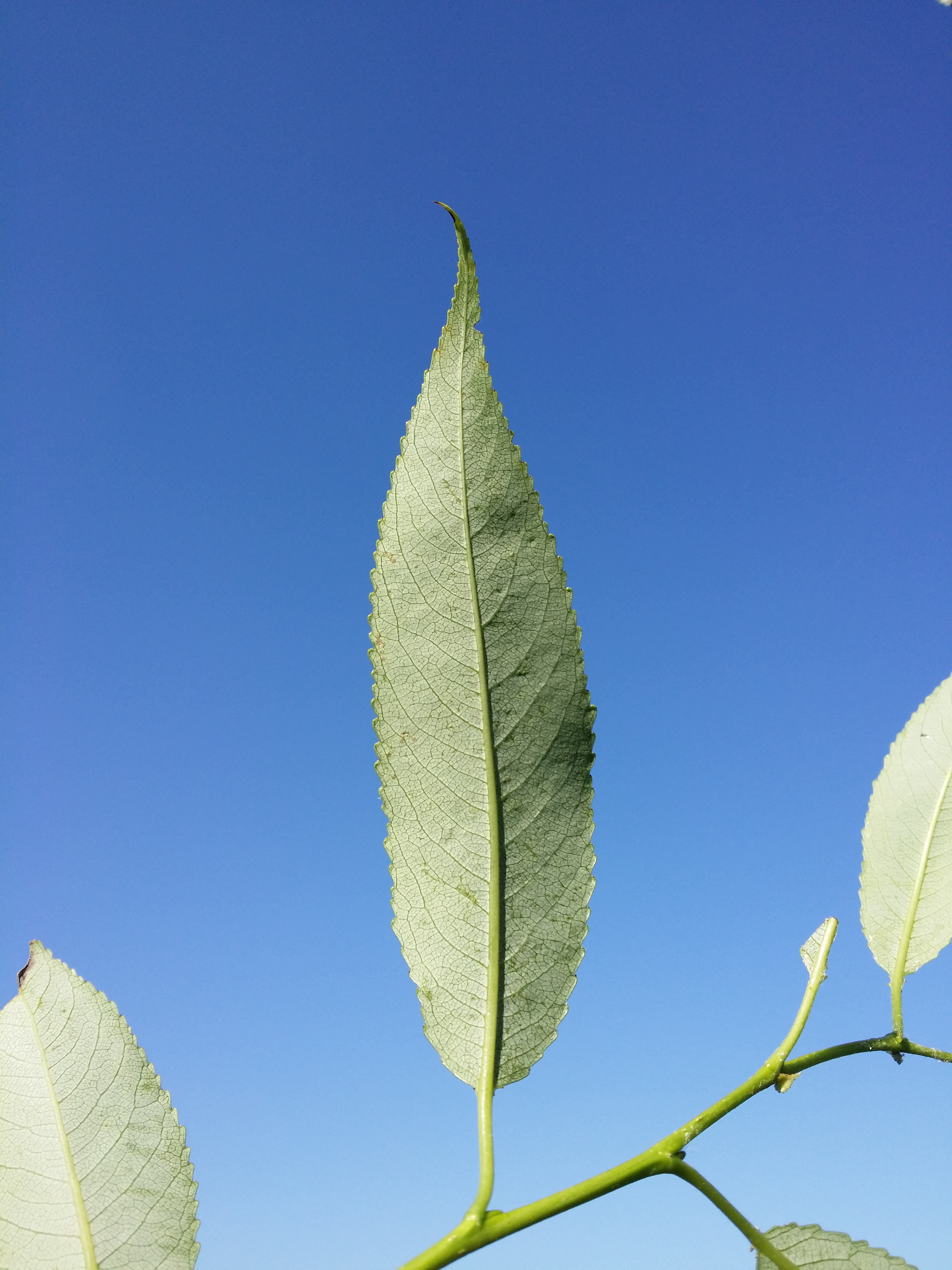
Liść
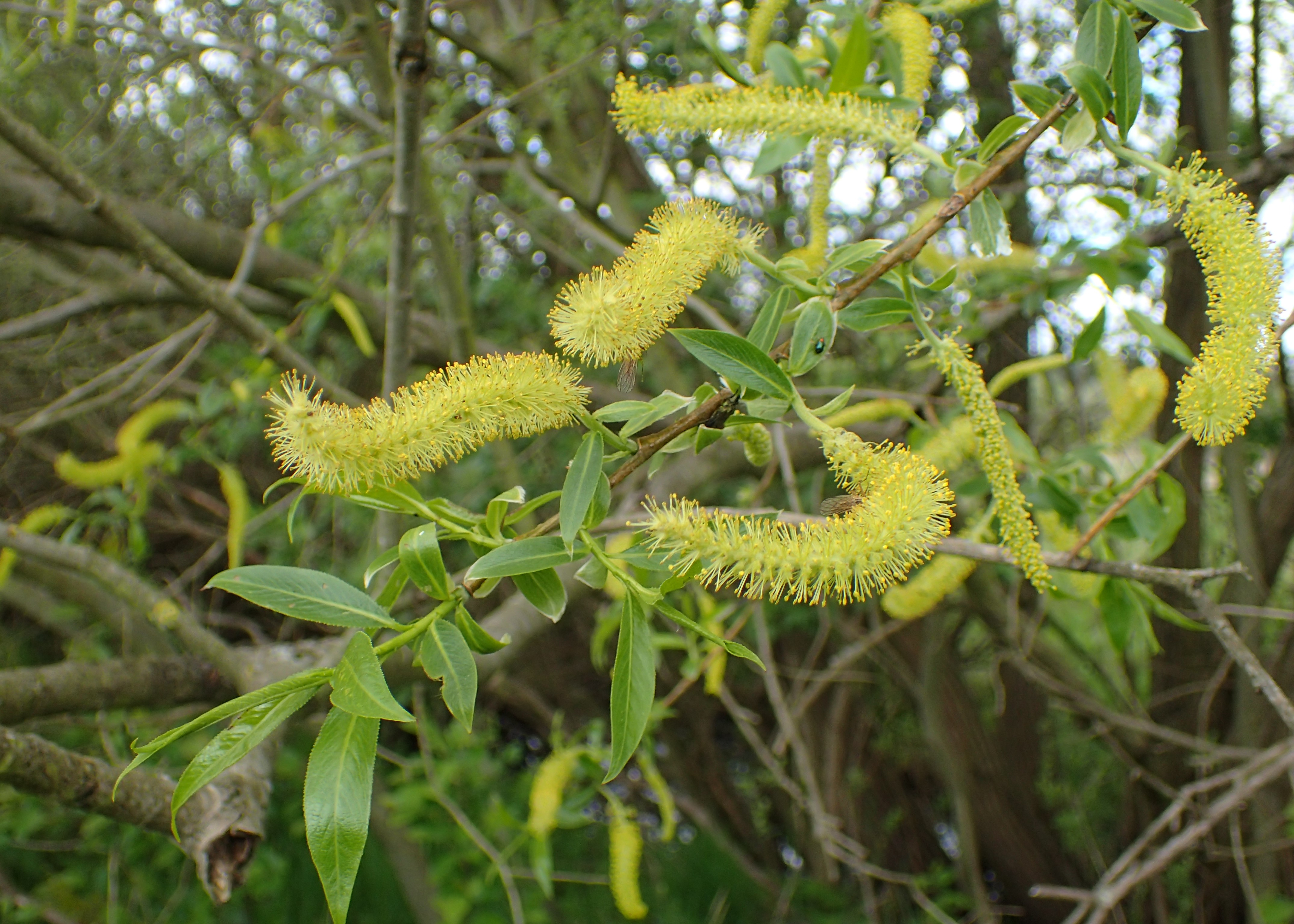
Kwiaty męskie
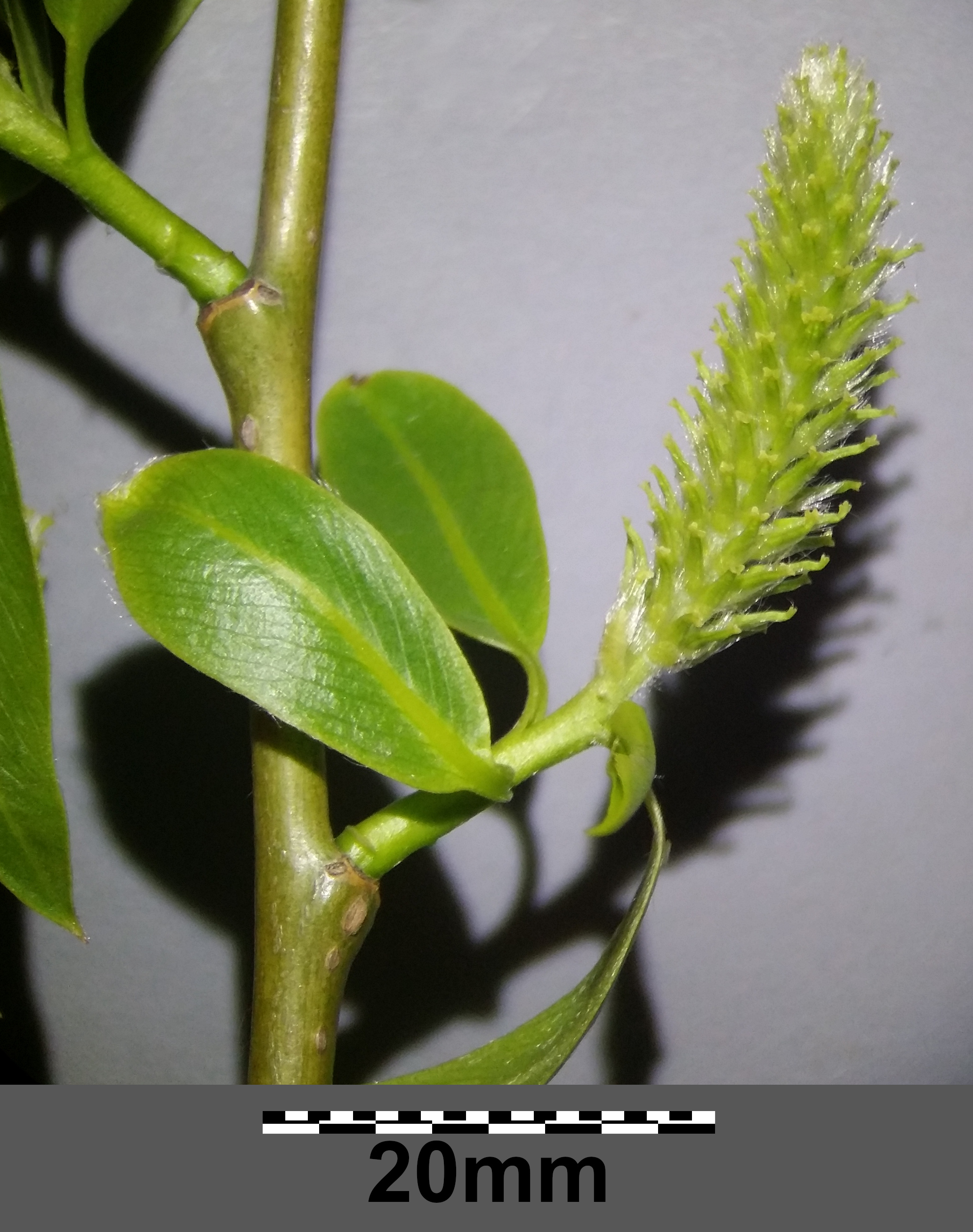
Kwiaty żeńskie
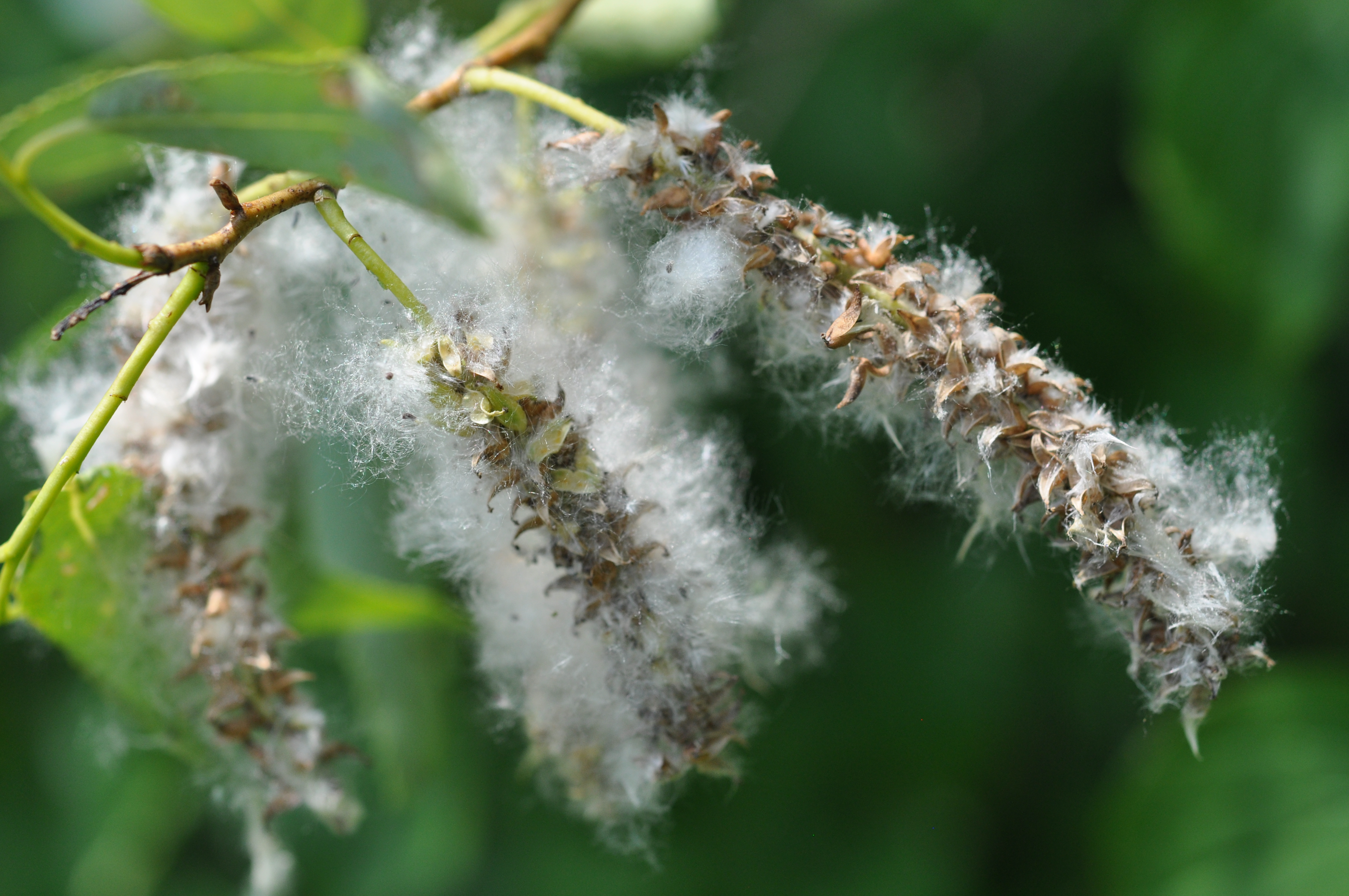
Owoce

## Biologia i ekologia
Siedlisko: rośnie przede wszystkim w lasach łęgowych wzdłuż rzek, często tworząc tam wraz z topolami duże skupienia. Występuje również wzdłuż dróg, nad stawami. W Karpatach występuje do wysokości ok. 1000 m n.p.m. Często jest sadzona. W klasyfikacji zbiorowisk roślinnych gatunek charakterystyczny dla klasy Salicetea purpureae. Jest drzewem raczej krótkowiecznym. Kwiaty zapylane są przez owady, nasiona rozsiewane przez wiatr (anemochoria).

## Zmienność
Tworzy mieszańce z wierzbą białą Salix × rubens. Istnieją 2 odmiany tej krzyżówki:
- 'Basfordiana' – posiada jaskrawopomarańczowe pędy. Ma rozłożysty pokrój. Drzewo męskie.
- 'Sanguinea' – długość liści do 8 cm. Drzewo żeńskie.

Ponadto tworzy mieszańce z wierzbą pięciopręcikową, Salix × meyeriana, posiada cechy pośrednie obu gatunków.
Czasami można spotkać różniące się od typowej formy, trudne do oznaczenia mieszańce z w. pięciopręcikową, w. purpurową, w. migdałową.
Ponadto istnieje odmiana:
- var. decipiens – krzew lub małe drzewo. Młode pędy są czerwone, później zmieniają barwę na ciemnoszarą.

## Zastosowanie
- Roślina lecznicza:
  - Surowiec zielarski: kora (Cortex Salicis) zawiera flawonoidy, kwasy organiczne oraz glikozydy. Najważniejszym z nich jest glikozyd fenolowy – salicyna. Korę zbiera się z 2- lub 3-letnich gałęzi wczesną wiosną, gdy ruszają soki i łatwo jest ją oddzielić od drewna. Korę suszyć można zarówno w ciemnych, jak i jasnych pomieszczeniach. Do celów leczniczych wykorzystywana może być również kora wierzby białej, wierzby purpurowej, wierzby pięciopręcikowej i wierzby wiciowej[10].
  - Działanie: salicyna ma działanie przeciwzapalne, przeciwgorączkowe i ściągające. Ma silne i wszechstronne działanie lecznicze. Wykorzystywana jest przy takich dolegliwościach i chorobach, jak: ból głowy, przeziębienie przebiegające z gorączką, różne choroby reumatyczne, miażdżyca. Obecnie kora wierzby jest zastępowana syntetycznie produkowanym kwasem acetylosalicylowym (nazwa handlowa „Aspiryna”, „Polopiryna”). Napar z kory wierzby nie oddziałuje tak szkodliwie na żołądek, jak aspiryna, mimo że działa równie skutecznie. W medycynie ludowej wykorzystywano korę wierzby również do leczenia nerwobólów i jako środka ułatwiającego zasypianie i uspokajającego[10].
- Drewno jest powszechnie wykorzystywane jako materiał opałowy. Ma niską wartość opałową.
- Jest często nasadzana przy drogach, na wałach przeciwpowodziowych oraz na brzegach rzek w celu ich umocnienia i zabezpieczenia przed osuwaniem ziemi. Dzięki silnie rozbudowanemu systemowi korzeniowemu i szybkiemu wzrostowi nadaje się również do rekultywacji terenów i wysypisk śmieci.
- Jako roślina pobierająca z podłoża bardzo duże ilości wody sadzona jest na terenach podmokłych i bagnach w celu ich osuszenia.

## Ciekawostka
Najgrubszą wierzbą kruchą w Polsce o pojedynczym pniu była wierzba "Kazimiera" z Wodzisławia Śląskiego o obwodzie pnia 691 cm.